# Kosmonautentrainingscentrum Joeri Gagarin

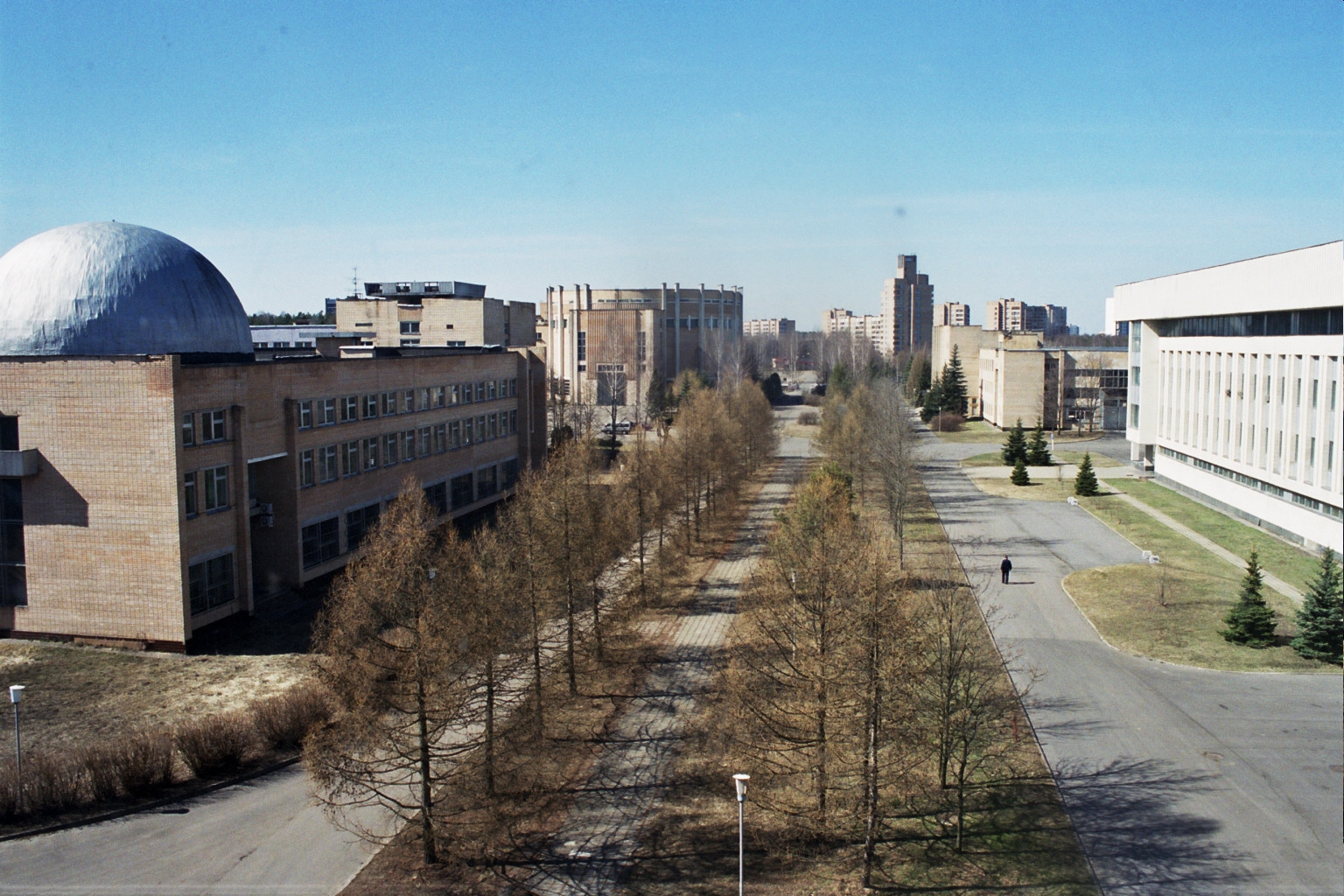
Een overzicht van het Kosmonautentrainingscentrum Joeri Gagarin

Het Kosmonautentrainingscentrum Joeri Gagarin (Russisch: Центр Подготовки Космонавтов имени Ю.А.Гагарина) is een opleidingsinstituut voor kosmonauten, gelegen in Sterrenstad bij Moskou. Het is ook wel bekend onder de Engelse afkorting GCTC (Gagarin Cosmonaut Training Center).
Het centrum werd op 11 januari 1960 geopend. Na de dood van Joeri Gagarin werd het complex in 1968 naar hem vernoemd. In het complex zijn verschillende trainingsfaciliteiten aanwezig, zoals een bassin om gewichtloosheid na te bootsen, twee centrifuges voor het oefenen met hoge g-krachten en simulatoren en modellen van ruimtevaartuigen en ruimtestations.

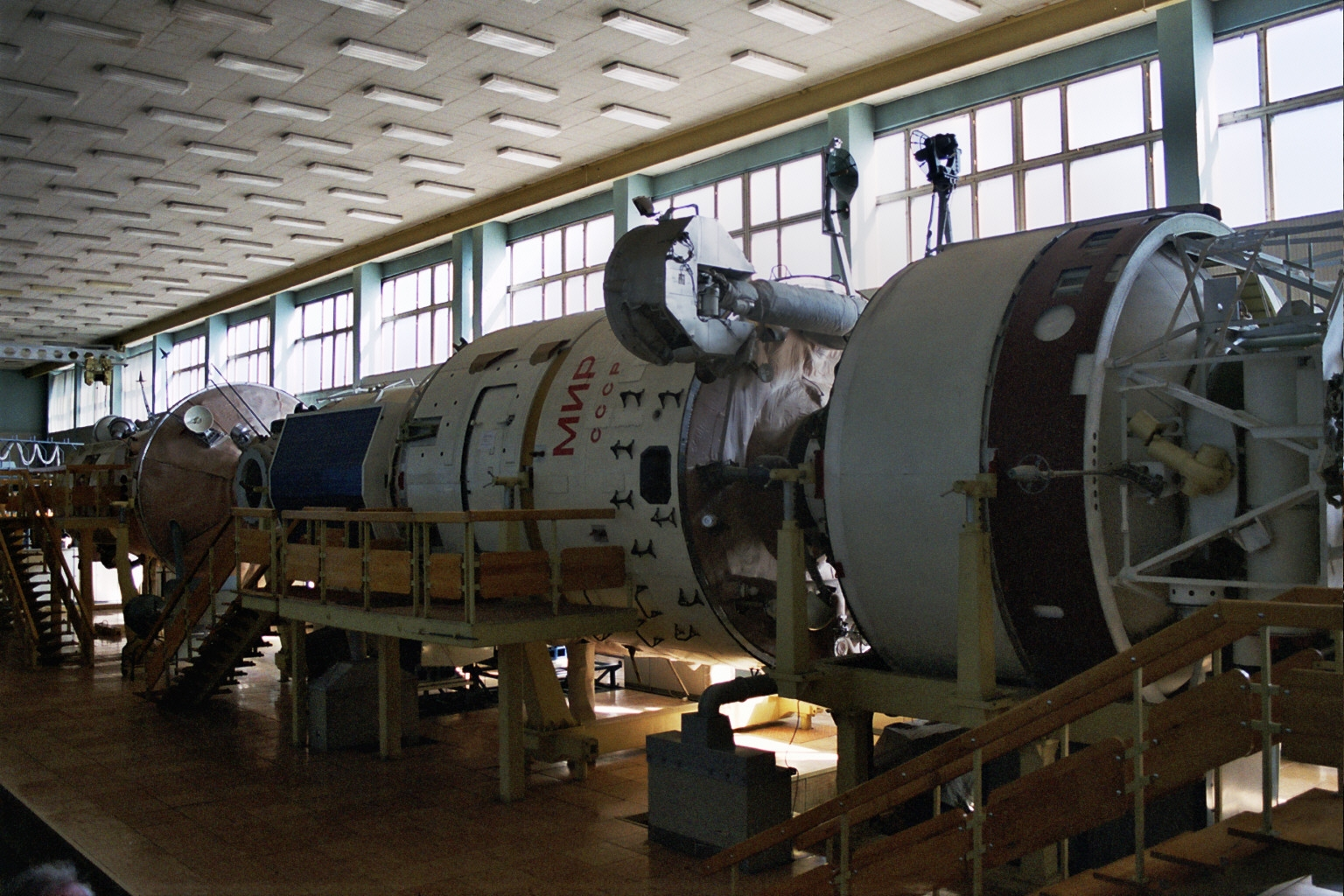
Een oefenmodel van het Russische ruimtestation Mir.

|  |  |